# Nannolene dorothea
Nannolene dorothea är en mångfotingart som beskrevs av Chamberlin 1941. Nannolene dorothea ingår i släktet Nannolene och familjen Cambalidae. Inga underarter finns listade i Catalogue of Life.